# Vacciniina obsoleta
Vacciniina obsoleta är en fjärilsart som beskrevs av Züllich 1924. Vacciniina obsoleta ingår i släktet Vacciniina och familjen juvelvingar. Inga underarter finns listade i Catalogue of Life.